# Emilia Flint
Emilia Flint (* 2007 in Hamburg) ist eine deutsche Schauspielerin.

## Leben
Emilia Flint wurde im Jahr 2007 geboren.
Seit 2009 steht sie immer wieder für Werbefilme und Fotoshootings vor der Kamera. Am 7. September 2017 spielte sie in dem Kinofilm Die Pfefferkörner und der Fluch des Schwarzen Königs die Rolle der Alice. In der 14. Staffel der Kinder- und Jugendserie Die Pfefferkörner des ARD-Senders Das Erste trat sie als  Alice in der 9. Detektivgruppe an.

## Filmografie (Auswahl)
- 2017: Die Pfefferkörner und der Fluch des Schwarzen Königs
- 2017–2018: Die Pfefferkörner (Fernsehserie, 17 Folgen)
- 2020: Die Pfefferkörner und der Schatz der Tiefsee
- 2023: Großstadtrevier: Hamburger Elite (Fernsehserie, eine Folge)